# Diana Leah
Diana Leah (Alba Iulia, 27 augustus 1990) is een Roemeens zangeres.

## Biografie
Leah heeft samengewerkt met verschillende deejays/muziekproducenten in het trance-genre.
Leah werd in 2022 de leadzangeres van de Nederlandse symfonische metalband Delain.

## Privé
Leah werd geboren in Alba Iulia, District Alba, Roemenië, maar verhuisde op 14-jarige leeftijd naar Italië. Ze woonde van haar 24e tot haar 29e in Ottawa, Canada. Ze woont nu in Turijn, Italië.

## Discografie

### Met Delain

#### Studioalbums
- Dark Waters (2023)
- Dance with the Devil (2024)

#### Singles
- The Quest and the Curse (2022)
- Beneath (2022)
- Moth to a Flame (2023)